# Eristalinus taeniops

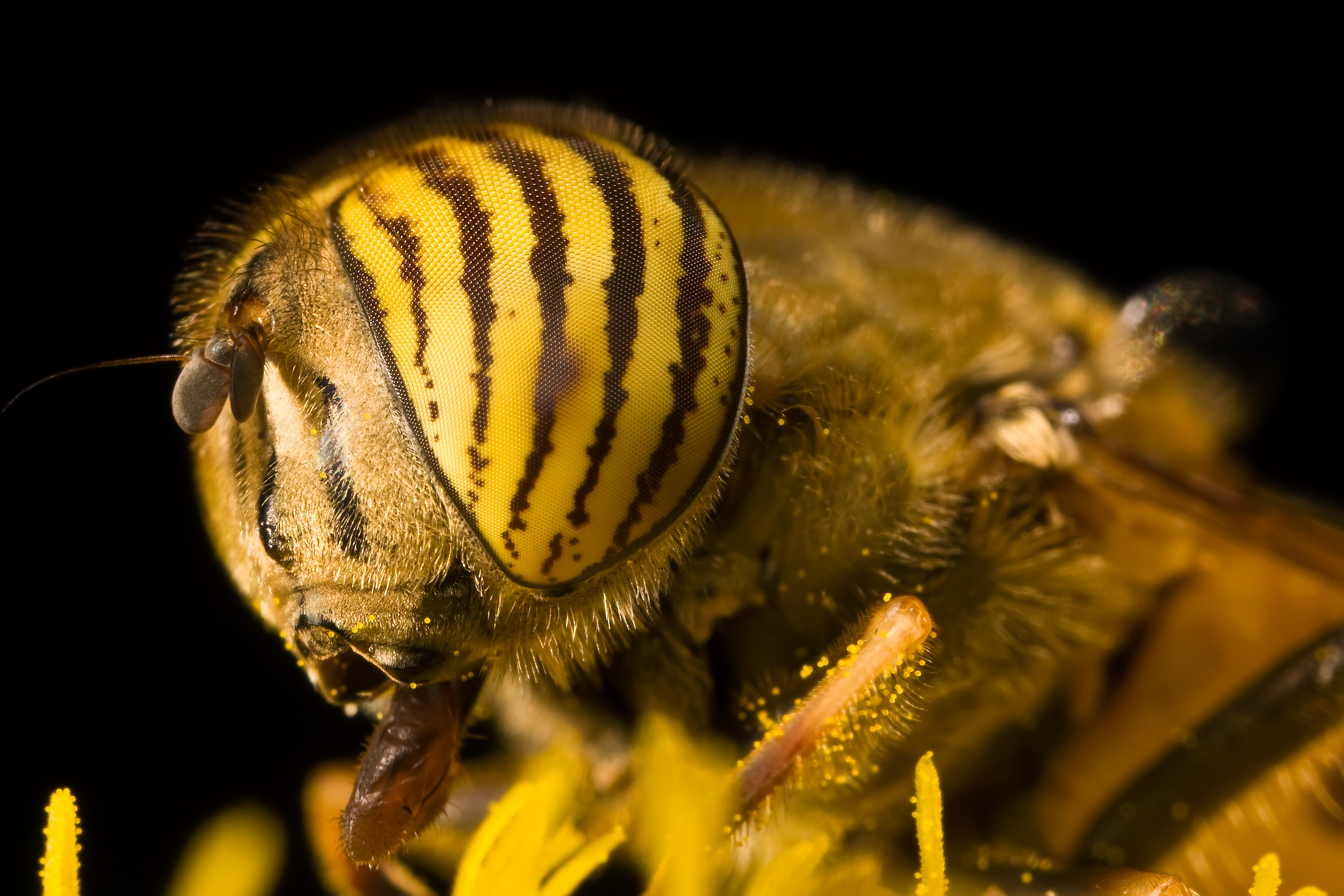
Die eindrucksvollen gebänderten Facettenaugen mit den fünf senkrechten dunklen Streifen (Männchen erkennbar an den oben zusammenstoßenden Augen)

Eristalinus taeniops ist eine Fliege aus der Familie der Schwebfliegen (Syrphidae).

## Merkmale
Die Fliegen erreichen eine Körperlänge von 11 bis 14 Millimetern. Sie haben eine bienenähnliche gelb-schwarz Zeichnung, der rotgelbe Hinterleib trägt schwarze Querbinden und Flecken. Der Thorax ist metallisch dunkelgrün gefärbt und dicht gelb behaart, das Schildchen (Scutellum) glänzt rotgelb. Die Facettenaugen besitzen jeweils fünf markante, senkrechte, dunkle Streifen. Die durchsichtigen Flügel sind an der Basis hell gelblichbraun, die Halteren sind kräftig hellgelb gefärbt.

## Vorkommen
Die Tiere kommen in Nordafrika und Südeuropa, östlich bis nach Westasien vor. Anzutreffen ist die Art an Wäldern, Waldlichtungen, Flüssen, Bächen, an Lachen in den Dünesystemen sowie im Küstensumpf von Lagunen. Sie fliegen von April bis Oktober mit einem Höhepunkt von Mai bis August.

## Lebensweise
Die Imagines saugen Nektar von gelben und weißen Blüten wie Heidekraut, Seidelbast, Greiskräuter und Rosengewächsen. Bei heißem Wetter kann man sie beim Trinken an kleinen Bächen beobachten. Die Larven leben als Rattenschwanzlarven im Schlamm, in Tierkadavern sowie in von Schweinemist verunreinigtem Fließwasser.